# Garmidar Ilir
Garmidar Ilir is een bestuurslaag in het regentschap Lahat van de provincie Zuid-Sumatra, Indonesië. Garmidar Ilir telt 359 inwoners (volkstelling 2010).